# Silver Linings Playbook
Silver Linings Playbook (El lado bueno de las cosas, en España y Chile; El lado luminoso de la vida, en Argentina y Uruguay, y Los juegos del destino, en otros países hispanoamericanos) es una película dramática y de comedia romántica estadounidense de 2012 dirigida por David O. Russell, con guion de Russell, adaptado de la novela The Silver Linings Playbook, escrita por Matthew Quick. Está protagonizada por Bradley Cooper y Jennifer Lawrence, con Robert De Niro, Jacki Weaver, Anupam Kher, Julia Stiles y Chris Tucker en papeles secundarios. Narra la historia de Pat (Bradley Cooper), quien vuelve a casa de sus padres (Robert De Niro y Jacki Weaver) tras salir de un hospital psiquiátrico y estar ocho meses encerrado por haber agredido al amante de su mujer. Pat está decidido a reconquistar a su esposa con ayuda de Tiffany Maxwell (Jennifer Lawrence), a cambio de participar con ella en un concurso de baile.

## El título
El título original en inglés, "Silver Linings Playbook", establece un juego de palabras utilizando una expresión de un refrán y el libro de jugadas del fútbol americano. "Silver Linings" es un modismo al que alude constantemente el protagonista de la película y que se encuentra en el refrán: "Every cloud has a silver lining". Su significado literal es: "Cada nube tiene una grieta que deja pasar la luz", es decir, las cosas supuestamente malas siempre tienen su parte buena. Se refiere al lado positivo de los acontecimientos negativos. Se puede traducir como: "No hay mal que por bien no venga" o "El lado bueno de las cosas". Playbook se refiere al libro de jugadas preparadas en la NFL que deben manejar los jugadores de un equipo, especialmente el quarterback. Por lo tanto, el título de la película hace referencia a la búsqueda de una fórmula para conseguir encontrar "el lado bueno de las cosas" y al papel importante que juega el fútbol americano en ciertos momentos de la película.

## Sinopsis
Tras pasar ocho meses en una institución mental por agredir al amante de su exesposa, Pat (Bradley Cooper) vuelve con lo puesto a vivir en casa de sus padres (Robert De Niro y Jacki Weaver); diagnosticado con trastorno bipolar debe visitar a un psicólogo todas las semanas, y tiene una orden de restricción policial por parte de su exesposa. Determinado a tener una actitud positiva y a recuperar a su exesposa Nikki, su mundo se pone del revés cuando conoce a Tiffany (Jennifer Lawrence), una chica que también tiene trastorno límite de personalidad. 
Entonces, Pat descubre la oportunidad de comunicarse con Nikki a través de Tiffany, pues ella se ofrece a entregar una carta a Nikki, si a cambio él acepta ser su compañero en un próximo concurso de baile. A pesar de la mutua desconfianza inicial, entre ellos pronto se desarrollará un vínculo muy especial que les ayudará a encontrar en sus vidas el lado bueno de las cosas.

## Argumento
Patrizio Solitano Jr. (Bradley Cooper), que tiene trastorno bipolar, es liberado de un centro de salud mental gracias a sus padres, después de ocho meses de tratamiento. Durante su estancia en el centro, traba una estrecha amistad con otro paciente, Danny (Chris Tucker), que tiene problemas legales con el hospital, que constantemente le impide salir. Pat pronto se entera de que su esposa, Nikki (Brea Bree), se ha ido y su padre, Pat Solitano Sr. (Robert De Niro), está sin trabajo y recurre a ser corredor de apuestas para ganar dinero para abrir un restaurante. Pat está decidido a seguir su vida y reconciliarse con Nikki, quien obtuvo una orden de alejamiento contra él.
Mientras habla con su terapeuta de corte obligatorio, el Dr. Patel (Anupam Kher), Pat explica por qué tuvo que ser hospitalizado. Un día volvió a casa temprano de su trabajo de enseñanza de escuela secundaria y, al llegar a su casa, encontró ropa interior de su mujer tirada en el suelo y su canción de boda de Stevie Wonder "My Cherie Amour" sonando, y encuentra a Nikki en la ducha, con otro hombre. Enfurecido, golpeó al hombre casi hasta la muerte. A pesar de esto, Pat no cree que necesite medicamentos para controlar su condición.
En una cena en casa de su amigo Ronnie (John Ortiz), conoce a la cuñada de Ronnie, Tiffany Maxwell (Jennifer Lawrence), una viuda reciente que también acaba de perder su empleo. Pat la acompaña a su casa en la noche después de la cena, y pronto desarrollan una extraña amistad a través de sus neurosis comunes, y él ve la oportunidad de comunicarse con Nikki a través de ella. Tiffany se ofrece a entregar una carta a Nikki, si a cambio él acepta ser su compañero en un próximo concurso de baile. Él acepta a regañadientes y los dos comienzan sus prácticas de baile durante las semanas siguientes, con la ayuda de Danny, su amigo del hospital, quien es finalmente puesto en libertad. Pat cree que la competición de baile será una buena manera de mostrarle a Nikki que ha cambiado y se ha convertido en un hombre mejor. Tiffany le da a Pat una carta con la respuesta y la firma de Nikki, y sugiere que debe tener cautela y que puede haber una oportunidad para una reconciliación entre ellos.
Las cosas van bien para Pat hasta que su padre le pide que asista a un partido de los Philadelphia Eagles en el que él ha apostado prácticamente todo su dinero, utilizando a Pat como un "amuleto de buena suerte". Pat se salta su clase práctica de baile con Tiffany para asistir al partido, pero se ve envuelto en una pelea con los matones racistas que atacan al Dr. Patel, y es arrastrado por la policía. Los Eagles pierden el juego y Pat Sr. está furioso. Tiffany llega, reprende a Pat por no ir a la clase de baile, y le dice la forma en que se "leen las señales", ya que a los Philadelphia Eagles les va mejor cuando ella y Pat están juntos, ya que ganaron todos los partidos que jugaron cuando Pat y Tiffany estaban juntos. 
Pat Sr. está ahora convencido de que cuando Pat y Tiffany están juntos es señal de muy buena suerte, por lo que realiza una doble apuesta en la que si los Philadelphia Eagles ganan su próximo partido, y Pat y Tiffany obtienen al menos un 5 sobre 10 en su concurso de baile, ganará todo el dinero que perdió en la primera apuesta y podrá poner el restaurante que anhela. Pat se resiste a participar en el concurso de baile en esas condiciones y re-lee la carta de Nikki. Se da cuenta de que la frase de Tiffany que había dicho antes, "leyendo los signos", aparece en la carta supuestamente escrita por Nikki. Luego va al garaje de Tiffany, donde perfecciona sus pasos de danza.
Pat, Tiffany, y todos los demás llegan al concurso de baile en la noche del partido de fútbol. Tiffany se horroriza al descubrir que Nikki también se encuentra presente en el concurso como espectadora, y Ronnie y su hermana Verónica están con ella. Cuando Ronnie y Verónica suben a desearle suerte a Tiffany, esta se pone histérica, y afirma que su hermana y su cuñado están "matándola". Explican que ésta puede ser la oportunidad para que Pat y Nikki consigan reconciliarse, y Tiffany se acerca a la barra para conseguir un poco de vodka. Pat se encuentra con Tiffany, quien ha bebido dos vodkas, y logra convencerla para que suban a la pista de baile, donde llevan a cabo su actuación. Al bailar, los Eagles ganan su partido y al final de su actuación en el concurso de baile el jurado les da exactamente 5 puntos, por lo que Pat y Tiffany están eufóricos.
En medio de los aplausos de su familia y las miradas confusas de la multitud, Pat deja un abrazo de victoria de Tiffany, se acerca a Nikki y le habla en voz baja al oído. Tiffany, atormentada por la situación, sale del edificio y camina hacia la noche, sollozando. Pat deja a Nikki después de una breve conversación, intentando encontrar a Tiffany nuevamente. Sr. Pat lleva a su hijo Pat a un lado y le dice que él sabe que su hijo nunca le ha escuchado a él, y que va a escucharlo ahora; le dice que no sabe si alguna vez Nikki le amó, pero sabe que Tiffany le quiere de verdad y también le dice que vaya tras ella y que no la deje escapar. Pat persigue a Tiffany en la calle y le dice saber que ella simuló la letra de Nikki. Él le da una carta suya, en la que transmite sus pensamientos. Tiffany no lo niega, aunque ella le da una mirada de complicidad. Él confiesa que la ha amado desde el momento en que la conoció, pero ha tardado mucho tiempo en darse cuenta de que Tiffany también le quiere. Después de que él confirma decirlo en serio, ella dice "está bien" y se besan.
La película termina con Pat y Tiffany ahora como pareja, y su padre Pat Sr., quien abrió un restaurante con el dinero que ganó.

## Elenco
- Bradley Cooper como Patrizio "Pat Jr." Solitano.
- Jennifer Lawrence como Tiffany Maxwell.
- Robert De Niro como Patrizio "Pat Sr." Solitano.
- Jacki Weaver como Dolores Solitano.
- Chris Tucker como Danny, el mejor amigo de Pat, a quien conoció en el centro de salud mental de Baltimore.
- Julia Stiles como Veronica Maxwell.
- Anupam Kher como Dr. Patel.
- Brea Bee como Nikki.
- Shea Whigham como Jake Solitano.
- John Ortiz como Ronnie, el esposo de Veronica.
- Paul Herman como Randy.
- Dash Mihok como el oficial Keogh.

## Producción
The Weinstein Company compró los derechos del libro antes de su publicación, y se planeaba que Sydney Pollack y Anthony Minghella la produjeran, pero ambos fallecieron en 2008. Pollack le dio el libro a Russell, diciéndole que sería difícil porque la historia era emocional y problemática, pero también divertida y romántica. Russell dijo haber reescrito el guion veinte veces en cinco años, y afirmó que se sentía atraído por la historia debido a las relaciones familiares, y también por la conexión con su propio hijo, que es bipolar y tiene trastorno obsesivo-compulsivo.
La película se rodó en 33 días. Se filmó una versión más extrema y muy oscura, y en el rodaje de las escenas el personaje de De Niro era más duro, pero Russell trabajó con el editor Jay Cassidy para ajustar el balance que querían.
Russell había planeado trabajar con Bradley Cooper en una adaptación de Pride and Prejudice and Zombies, pero no se concretó. El trabajo de Cooper en Wedding Crashers impresionó a Russell, quien notó su "buena energía de chico malo", y dijo: "No estás seguro de dónde viene". Cooper le dijo a Russell que "había estado más pesado, enojado y más temeroso" en el momento de esa actuación, y se había basado en esos sentimientos por eso. Russell estaba contento de que Cooper le otorgaría esas cualidades a Pat Solitano.
Anne Hathaway fue elegida como Tiffany Maxwell pero debido a conflictos de programación con The Dark Knight Rises y diferencias creativas con Russell, abandonó el proyecto. Otras actrices consideradas para el papel fueron Elizabeth Banks, Kirsten Dunst, Angelina Jolie, Blake Lively, Rooney Mara, Rachel McAdams, Andrea Riseborough y Olivia Wilde.
Russell no creía que Lawrence fuera adecuada para el papel, y su audición era solo una formalidad. Pensó que Lawrence (quien tenía 21 años en el momento de la filmación) era demasiado joven para actuar con Cooper (37), pero la audición le hizo cambiar de opinión. "Hay una expresividad en sus ojos y en su rostro, que muchas estrellas tienen que trabajar, eso es eterno", dijo. Russell comparó a Lawrence con el personaje de Tiffany, describiéndola como segura pero una de las personas menos neuróticas que conoce, con la confianza y atisbos de vulnerabilidad necesarios para interpretar a Tiffany. Tiffany pasó por varias iteraciones. Estaba destinada inicialmente a ser gótica. Lawrence se tiñó el cabello de negro y se probó maquillaje gótico, pero Harvey Weinstein se opuso a esto. El personaje quedó desordenado pero aún con confianza, con pequeños toques góticos, como el pelo oscuro y una cruz. Para su sorpresa, Russell le pidió a Lawrence que subiera de peso para el papel.
Lawrence y Cooper no tenían experiencia previa de baile. En menos de un mes, Mandy Moore, la coreógrafa de So You Think You Can Dance, les enseñó las secuencias de baile. Moore dijo que Cooper tenía una "cierta habilidad real y natural para el baile".

## Estreno
La película se estrenó el 8 de septiembre de 2012 en el Festival Internacional de Cine de Toronto, donde ganó en la categoría "People's Choice Award", y en Estados Unidos (un lanzamiento limitado, inicialmente, y una mayor distribución la semana siguiente) el 16 de noviembre de 2012. También se estrenó en el Festival de Cine de Mumbai el 18 de octubre de 2012.
The Weinstein Company había previsto inicialmente un inusual lanzamiento amplio para Silver Linings Playbook, pasando a nivel nacional en unas estimadas 2000 pantallas. Se sintieron alentados por comentarios positivos y en espera de aprovechar el día de Acción de Gracias para hacer más negocio. En cambio, decidieron hacer un acercamiento más lento, abriendo en menos cines, expandiendo gradualmente para crecer en palabras de apoyo. La película se estrenó en 700 salas de cine el 25 de diciembre.

## Recepción

### Crítica
Silver Linings Playbook se estrenó en el Festival Internacional de Cine de Toronto de 2012 con reacciones críticas muy positivas. Recibió un índice de aprobación del 92% en Rotten Tomatoes a partir de 209 comentarios, con un puntaje de 8.2/10, y un 91% de calificación de los críticos más respetados a partir de 45 comentarios, con un puntaje de 8.7/10. La crítica consensuada dice: "Silver Linings Playbook camina por la cuerda floja de una temática difícil, pero la sensible dirección de David O. Russell y algunos trabajos afilados de un talentoso elenco dan cierto equilibrio." Metacritic, que asigna un puntaje de 0 a 100, le dio un 81%, a partir de los comentarios de 45 críticos, lo que expresa "aclamación universal". Lawrence recibió felicitaciones especiales.

### Taquilla
La película recaudó 443 003 dólares en su primer fin de semana en 16 cines, enfrentándose a una fuerte competencia con Skyfall y Lincoln. Se expandió a 367 localidades en la segunda semana, y llegó al noveno lugar, con 4,4 millones de dólares. En total, Silver Linings Playbook recaudó $236.412.453 millones, con un presupuesto de apenas 21 millones de dólares.

## Premios y nominaciones
Silver Linings Playbook logró una candidatura en cada una de las ternas de actuación de los Premios Óscar. Esta hazaña no había sido lograda desde 1983 por Reds. También ocurrió en 1976 con Network, en 1967 con Bonnie y Clyde, en 1953 con De aquí a la eternidad y al año siguiente lo lograría también American Hustle.
| Premio                                                | Categoría                                             | Destinatario                  | Resultado |
| ----------------------------------------------------- | ----------------------------------------------------- | ----------------------------- | --------- |
| Premios Óscar                                         | Mejor película                                        | Silver Linings Playbook       | Nominada  |
| Premios Óscar                                         | Mejor actor                                           | Bradley Cooper                | Nominado  |
| Premios Óscar                                         | Mejor actriz                                          | Jennifer Lawrence             | Ganadora  |
| Premios Óscar                                         | Mejor actor de reparto                                | Robert De Niro                | Nominado  |
| Premios Óscar                                         | Mejor actriz de reparto                               | Jacki Weaver                  | Nominada  |
| Premios Óscar                                         | Mejor director                                        | David O. Russell              | Nominado  |
| Premios Óscar                                         | Mejor guion adaptado                                  | David O. Russell              | Nominado  |
| Premios Óscar                                         | Mejor montaje                                         | Jay Cassidy Crispin Struthers | Nominado  |
| American Film Institute                               | AFI Películas del año                                 | Silver Linings Playbook       | Ganador   |
| AACTA International Awards                            | Mejor película internacional                          | Silver Linings Playbook       | Ganador   |
| AACTA International Awards                            | Mejor dirección internacional                         | David O. Russell              | Ganador   |
| AACTA International Awards                            | Mejor guion internacional                             | David O. Russell              | Nominado  |
| AACTA International Awards                            | Mejor actor internacional                             | Bradley Cooper                | Nominado  |
| AACTA International Awards                            | Mejor actriz internacional                            | Jennifer Lawrence             | Ganador   |
| Austin Film Festival                                  | Premio de la audiencia Característica marquesina      | David O. Russell              | Ganador   |
| Premios BAFTA                                         | Mejor actor                                           | Bradley Cooper                | Nominado  |
| Premios BAFTA                                         | Mejor actriz                                          | Jennifer Lawrence             | Nominada  |
| Premios BAFTA                                         | Mejor guion adaptado                                  | David O. Russell              | Ganador   |
| Broadcast Film Critics Association Awards             | Mejor película                                        | Silver Linings Playbook       | Nominada  |
| Broadcast Film Critics Association Awards             | Mejor actor                                           | Bradley Cooper                | Nominado  |
| Broadcast Film Critics Association Awards             | Mejor actriz                                          | Jennifer Lawrence             | Nominada  |
| Broadcast Film Critics Association Awards             | Mejor actor de reparto                                | Robert De Niro                | Nominado  |
| Broadcast Film Critics Association Awards             | Mejor elenco                                          |                               | Ganador   |
| Broadcast Film Critics Association Awards             | Mejor director                                        | David O. Russell              | Nominado  |
| Broadcast Film Critics Association Awards             | Mejor guion adaptado                                  | David O. Russell              | Nominado  |
| Broadcast Film Critics Association Awards             | Mejor película - Comedia                              | Silver Linings Playbook       | Ganadora  |
| Broadcast Film Critics Association Awards             | Mejor actor - Comedia                                 | Bradley Cooper                | Ganador   |
| Broadcast Film Critics Association Awards             | Mejor actriz - Comedia                                | Jennifer Lawrence             | Ganadora  |
| Detroit Film Critics Society                          | Mejor película                                        | Silver Linings Playbook       | Ganadora  |
| Detroit Film Critics Society                          | Mejor director                                        | David O. Russell              | Ganador   |
| Detroit Film Critics Society                          | Mejor guion                                           | David O. Russell              | Ganador   |
| Detroit Film Critics Society                          | Mejor actor                                           | Bradley Cooper                | Nominado  |
| Detroit Film Critics Society                          | Mejor actriz                                          | Jennifer Lawrence             | Ganadora  |
| Detroit Film Critics Society                          | Mejor actor de reparto                                | Robert De Niro                | Ganador   |
| Detroit Film Critics Society                          | Mejor elenco                                          |                               | Nominado  |
| Georgia Film Critics Association                      | Mejor película                                        | Silver Linings Playbook       | Ganadora  |
| Georgia Film Critics Association                      | Mejor director                                        | David O. Russell              | Nominado  |
| Georgia Film Critics Association                      | Mejor guion adaptado                                  | David O. Russell              | Ganador   |
| Georgia Film Critics Association                      | Mejor actor                                           | Bradley Cooper                | Nominado  |
| Georgia Film Critics Association                      | Mejor actriz                                          | Jennifer Lawrence             | Ganadora  |
| Georgia Film Critics Association                      | Mejor actor de reparto                                | Robert De Niro                | Nominado  |
| Georgia Film Critics Association                      | Mejor actriz de reparto                               | Jacki Weaver                  | Nominado  |
| Georgia Film Critics Association                      | Mejor elenco                                          |                               | Ganador   |
| Premios Globo de Oro                                  | Mejor película - Comedia                              | Silver Linings Playbook       | Nominada  |
| Premios Globo de Oro                                  | Mejor actor - Comedia                                 | Bradley Cooper                | Nominado  |
| Premios Globo de Oro                                  | Mejor actriz - Comedia                                | Jennifer Lawrence             | Ganadora  |
| Premios Globo de Oro                                  | Mejor guion                                           | David O. Russell              | Nominado  |
| Gotham Independent Film Awards                        | Mejor elenco                                          |                               | Nominado  |
| Hamptons International Film Festival                  | Premio de la audiencia Mejor característica narrativa | David O. Russell              | Ganador   |
| Festival de Cine de Hollywood                         | Actor del año                                         | Bradley Cooper                | Ganador   |
| Festival de Cine de Hollywood                         | Director del año                                      | David O. Russell              | Ganador   |
| Festival de Cine de Hollywood                         | Actor de reparto del año                              | Robert De Niro                | Ganador   |
| Houston Film Critics Society                          | Mejor actriz                                          | Jennifer Lawrence             | Ganador   |
| Independent Spirit Awards                             |                                                       |                               |           |
| Mejor película                                        | Silver Linings Playbook                               | Ganadora                      |           |
| Mejor director                                        | David O. Russell                                      | Ganador                       |           |
| Mejor guion                                           | David O. Russell                                      | Ganador                       |           |
| Mejor actriz                                          | Jennifer Lawrence                                     | Ganador                       |           |
| Mejor actor                                           | Bradley Cooper                                        | Nominado                      |           |
| Iowa Film Critics                                     | Mejor película                                        | Silver Linings Playbook       | Nominada  |
| Iowa Film Critics                                     | Mejor actor                                           | Bradley Cooper                | Nominado  |
| Iowa Film Critics                                     | Mejor actriz                                          | Jennifer Lawrence             | Nominada  |
| Iowa Film Critics                                     | Mejor actor de reparto                                | Robert De Niro                | Nominado  |
| National Board of Review                              | Mejor actor                                           | Bradley Cooper                | Ganador   |
| National Board of Review                              | Mejor guion adaptado                                  | David O. Russell              | Ganador   |
| Las Vegas Film Critics Society                        | Mejor actriz                                          | Jennifer Lawrence             | Ganadora  |
| LAFCA                                                 | Mejor actriz (compartido con Emmanuelle Riva)         | Jennifer Lawrence             | Ganadora  |
| San Diego Film Critics Society Awards                 | Mejor película                                        | Silver Linings Playbook       | Nominada  |
| San Diego Film Critics Society Awards                 | Mejor director                                        | David O. Russell              | Nominado  |
| San Diego Film Critics Society Awards                 | Mejor guion adaptado                                  | David O. Russell              | Nominado  |
| San Diego Film Critics Society Awards                 | Mejor actor                                           | Bradley Cooper                | Nominado  |
| San Diego Film Critics Society Awards                 | Mejor actriz                                          | Jennifer Lawrence             | Nominada  |
| San Diego Film Critics Society Awards                 | Mejor actuación por un elenco                         |                               | Nominado  |
| Producers Guild of America                            | Mejor película teatral                                | Silver Linings Playbook       | Nominada  |
| Premios Satellite                                     | Mejor película                                        | Silver Linings Playbook       | Ganadora  |
| Premios Satellite                                     | Mejor actor - Película                                | Bradley Cooper                | Ganador   |
| Premios Satellite                                     | Mejor actriz - Película                               | Jennifer Lawrence             | Ganadora  |
| Premios Satellite                                     | Mejor actor de reparto - Película                     | Robert De Niro                | Nominado  |
| Premios Satellite                                     | Mejor director                                        | David O. Russell              | Ganador   |
| Premios Satellite                                     | Mejor guion adaptado                                  | David O. Russell              | Nominado  |
| Premios Satellite                                     | Mejor edición                                         | Jay Cassidy                   | Ganadora  |
| Santa Barbara International Film Festival             | Actriz destacada del año                              | Jennifer Lawrence             | Ganadora  |
| Premios del Sindicato de Actores                      | Mejor actor                                           | Bradley Cooper                | Nominado  |
| Premios del Sindicato de Actores                      | Mejor actriz                                          | Jennifer Lawrence             | Ganadora  |
| Premios del Sindicato de Actores                      | Mejor actor de reparto                                | Robert De Niro                | Nominado  |
| Premios del Sindicato de Actores                      | Mejor reparto                                         |                               | Nominado  |
| St. Louis Gateway Film Critics Association            | Mejor actor                                           | Bradley Cooper                | Nominado  |
| St. Louis Gateway Film Critics Association            | Mejor actriz                                          | Jennifer Lawrence             | Nominada  |
| St. Louis Gateway Film Critics Association            | Mejor guion                                           | David O. Russell              | Nominado  |
| Toronto International Film Festival                   | El premio que elige la gente                          | David O. Russell              | Ganador   |
| Washington D. C. Area Film Critics Association Awards | Mejor película                                        | Silver Linings Playbook       | Nominada  |
| Washington D. C. Area Film Critics Association Awards | Mejor actriz                                          | Jennifer Lawrence             | Nominada  |
| Washington D. C. Area Film Critics Association Awards | Mejor guion adaptado                                  | David O. Russell              | Ganador   |

Listas Top Ten
- Cinemablend colocó a la película en el puesto número ocho en su lista de las 10 mejores del año.
- La crítica Catherine Shoard, de The Guardian, ubicó a la película en el puesto número cuatro en su lista de las 10 mejores del año.